# Championnat d'Indonésie de football 2022-2023
Navigation
Saison 2021-2022 Saison 2023-2024
La saison 2022-2023 du Championnat d'Indonésie de football est la vingt-sixième édition du championnat de première division de football en Indonésie. La compétition regroupe dix-huit équipes, regroupées au sein d'une seule poule où elles s'affrontent deux fois au cours de la saison, à domicile et à l'extérieur. À l'issue de la compétition, les trois derniers du classement sont relégués et remplacés par les trois meilleures formations de Liga 2, la deuxième division indonésienne.
Bali United est le tenant du titre.

## Déroulement de la saison
La saison commence le 23 juillet 2022, le 1er octobre après le match  entre l'Arema FC et Persebaya Surabaya une bousculade au stade Kanjuruhan provoque la mort de 135 personnes. 
À la suite de l'incident, tous les matches de Liga 1 sont suspendus pendant une semaine. La Fédération d'Indonésie de football annonce une interdiction des matchs à domicile pour Arema pour le reste de la saison.
Le 5 décembre la compétition reprend, les matchs se déroulent à huis clos.

## Les clubs participants
- Bhayangkara FC
- Persib Bandung
- PS Barito Putera
- Persija Jakarta
- RANS Nusantara FC - promu de D2
- Persik Kediri
- Persikabo 1973
- Persebaya Surabaya
- PSM Makassar
- Arema Malang
- Dewa United FC - promu de D2
- Persis Solo - promu de D2
- Bali United
- Persita Tangerang
- PSIS Semarang
- Borneo Football Club est renommé Borneo Samarinda
- PSS Sleman
- Madura United

## Compétition
Le barème utilisé pour établir l'ensemble des classements est le suivant :
- Victoire : 3 points
- Match nul : 1 point
- Défaite : 0 point

### Classement
| Rang | Équipe              | Pts | J  | G  | N  | P  | Bp | Bc | Diff |
| ---- | ------------------- | --- | -- | -- | -- | -- | -- | -- | ---- |
| 1    | PSM Makassar        | 75  | 34 | 22 | 9  | 3  | 63 | 28 | +35  |
| 2    | Persija Jakarta     | 66  | 34 | 20 | 6  | 8  | 47 | 27 | +20  |
| 3    | Persib Bandung      | 62  | 34 | 19 | 5  | 10 | 54 | 50 | +4   |
| 4    | Borneo Samarinda    | 57  | 34 | 16 | 9  | 9  | 64 | 40 | +24  |
| 5    | Bali UnitedT        | 54  | 34 | 16 | 6  | 12 | 67 | 53 | +14  |
| 6    | Persebaya Surabaya  | 52  | 34 | 15 | 7  | 12 | 52 | 45 | +7   |
| 7    | Bhayangkara FC      | 51  | 34 | 15 | 6  | 13 | 53 | 44 | +9   |
| 8    | Madura United       | 51  | 34 | 14 | 9  | 11 | 39 | 36 | +3   |
| 9    | Persita Tangerang   | 47  | 34 | 13 | 8  | 13 | 43 | 46 | -3   |
| 10   | Persis Solo P       | 44  | 34 | 11 | 11 | 12 | 50 | 47 | +3   |
| 11   | Persik Kediri       | 44  | 34 | 12 | 8  | 14 | 42 | 43 | -1   |
| 12   | Arema Malang        | 42  | 34 | 12 | 6  | 16 | 32 | 42 | -10  |
| 13   | PSIS Semarang       | 41  | 34 | 12 | 5  | 17 | 44 | 53 | -9   |
| 14   | Persikabo 1973      | 41  | 34 | 11 | 8  | 15 | 43 | 48 | -5   |
| 15   | PS Barito Putera    | 38  | 34 | 3  | 7  | 10 | 22 | 34 | -12  |
| 16   | PSS Sleman          | 34  | 34 | 10 | 4  | 20 | 34 | 57 | -23  |
| 17   | Dewa United FC P    | 33  | 34 | 8  | 9  | 17 | 34 | 53 | -19  |
| 18   | RANS Nusantara FC P | 19  | 34 | 3  | 10 | 21 | 40 | 80 | -40  |

|  | Qualification pour les barrages de qualification pour la ligue des champions |
|  | Relégation en deuxième division                                              |

- PSM Makassar se qualifie pour le barrage de qualification pour la ligue des champions, et rencontre le champion de la saison précédente, Bali United. Les deux clubs font match nul 2 à 2 en score cumulé, Bali gagne aux tirs au but et se qualifie pour la phase de qualification de la ligue des champions de l'AFC 2023-2024, Makassar se qualifie pour la phase de qualification de la Coupe de l'AFC.

## Bilan de la saison
| Championnat d'Indonésie de football 2022-2023 |                         |
| Champion                                      | PSM Makassar (2e titre) |
| Qualifications continentales                  |                         |
| Ligue des champions de l'AFC 2023-2024        | Bali United             |
| Coupe de l'AFC 2023-2024                      | PSM Makassar            |
| Promotions et relégations                     |                         |
| Promus en Liga 1                              |                         |
| Relégués en Liga 2                            |                         |